# 沙蒂希步

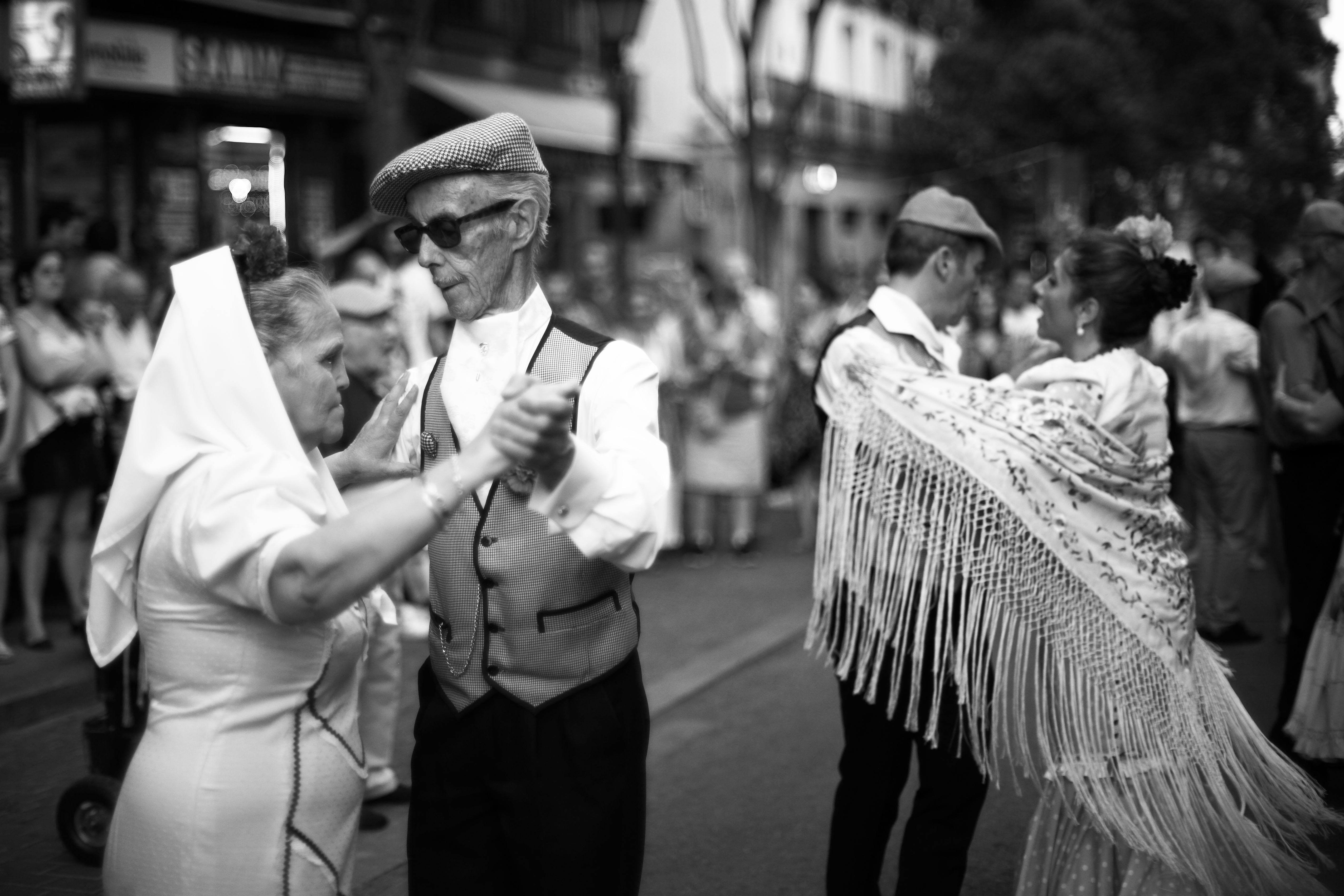
沙蒂希步

沙蒂希步，又稱沙蒂希跳，是源自於波西米亞的民俗雙人舞蹈。這種舞蹈的步伐常常是二個小跑步，再接著四個踏跳。其舞步為跑三步躍、跑三步躍、踏跳踏跳踏跳踏跳。而取其跑三步躍稱之為沙蒂希步。

## 舞步
沙蒂希步的腳步順序如下：
- 左足往前踏一步，
- 右足往前踏一步，
- 左足往前踏一步，
- 右足前舉，左足原地跳。

也可以由右足先起：
- 右足往前踏一步，
- 左足往前踏一步，
- 右足往前踏一步，
- 左足前舉，右足原地跳。

## 外部連結
- 全民休閒運動宣傳網 - 土風舞基本舞步介紹